# スキルヴィング
スキルヴィング（欧字名:Skilfing、2020年3月25日 - 2023年5月28日）は、日本の競走馬。2023年の青葉賞の勝ち馬である。
馬名の意味は、北欧神話の主神オーディンの別称。高座につくものの意。母名より連想。

## 戦績
2022年10月15日、東京競馬場第5レースの2歳新馬戦（芝2000m）で、クリストフ・ルメールを背にデビューし2着。1か月後、再びルメールとのコンビで同競馬場・同距離の2歳未勝利戦に出走し、初勝利を収めた。
2023年となり3歳シーズンは2月5日の1勝クラス・ゆりかもめ賞より始動し、2連勝を達成。

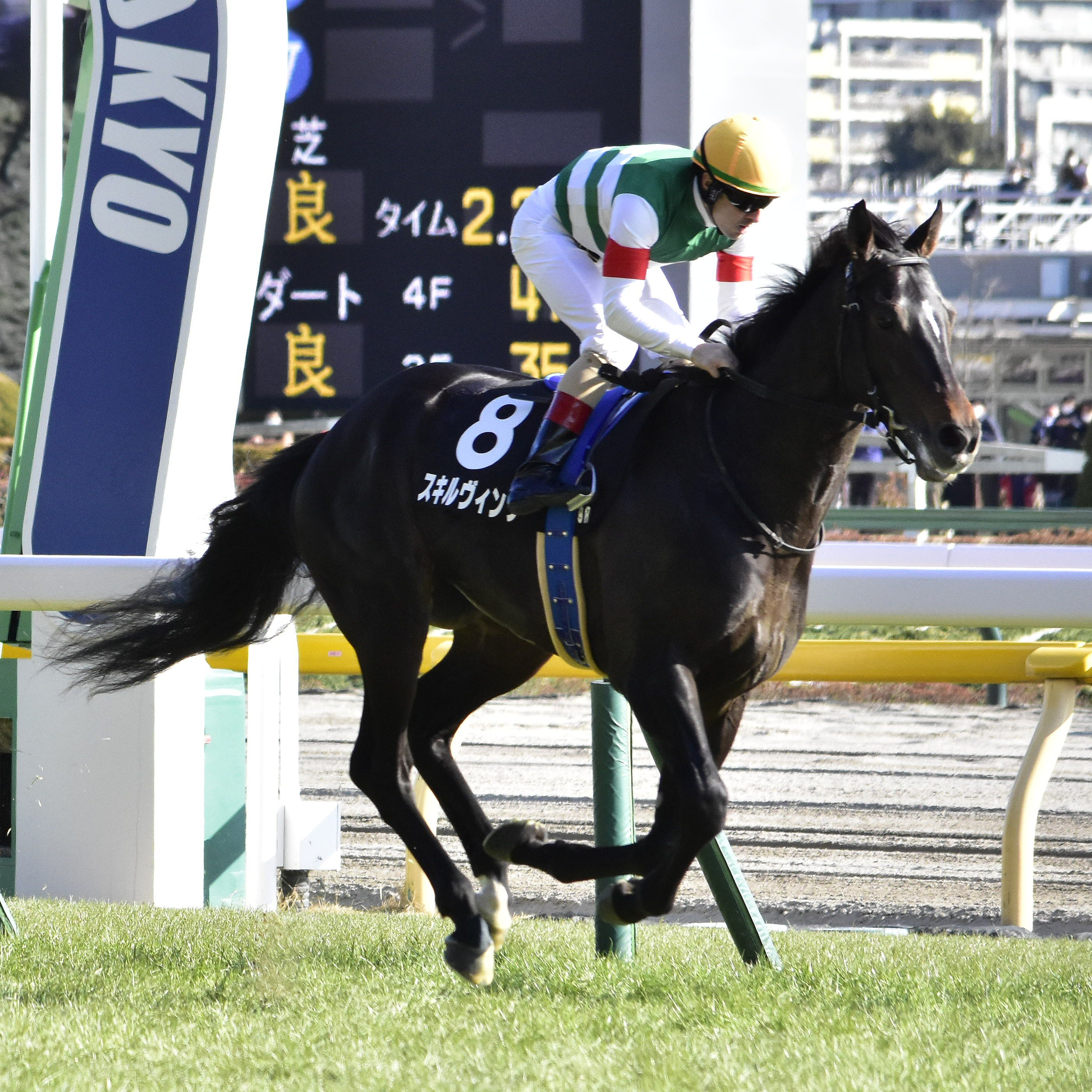
ゆりかもめ賞

次走は初の重賞挑戦で4月29日に東京競馬場で行われた青葉賞に出走。中団の後方をリズムよく追走してじっくりと脚を溜め、直線で抜け出し内で食い下がっていたハーツコンチェルトに1/2馬身差をつけゴール。3連勝での重賞初制覇を飾ると共に、ダービーの優先出走権を手にした。

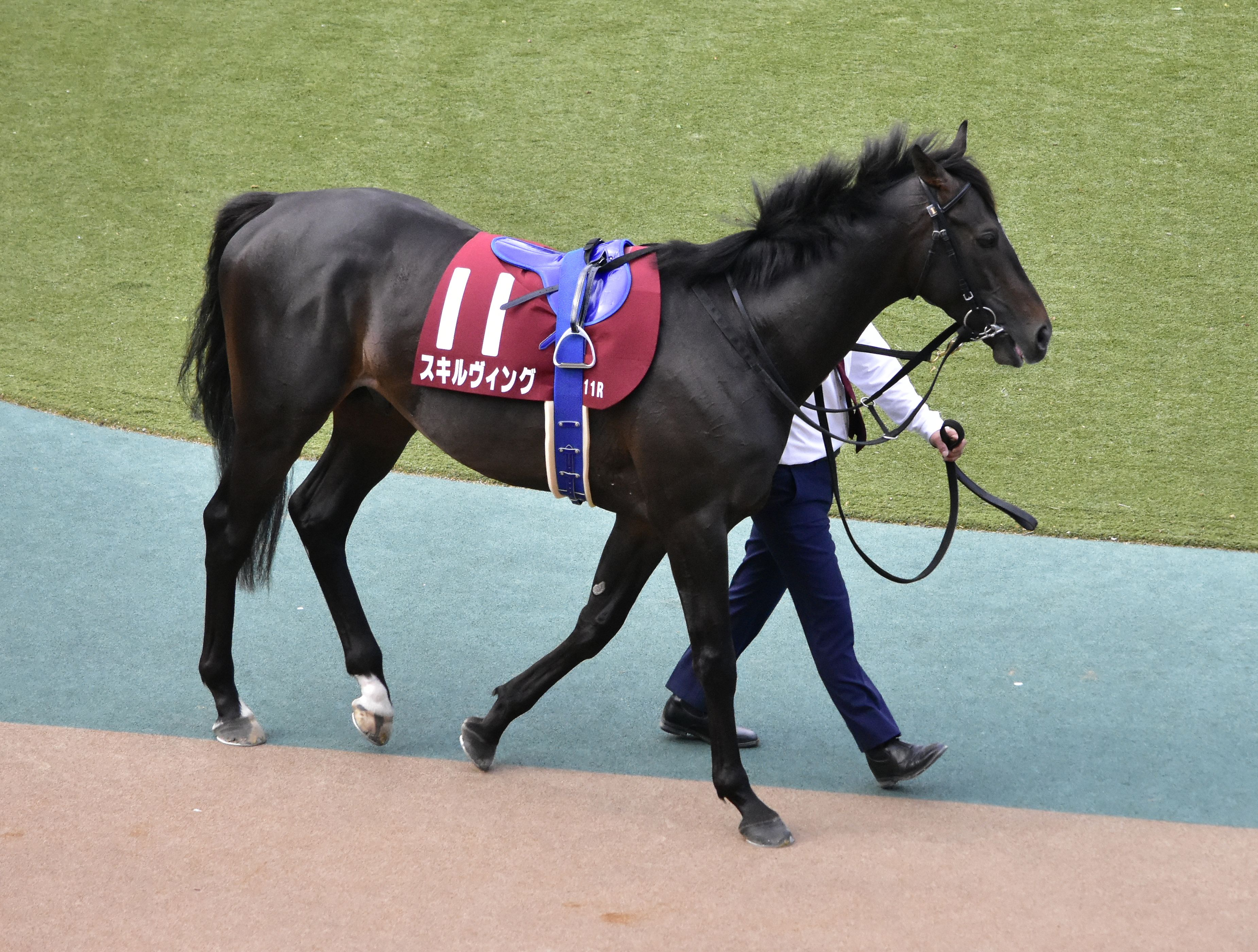
第30回青葉賞

5月28日の東京優駿では1枠2番に入り、単勝4.5倍の2番人気に支持される。レースは中団からやや後方よりで運び、3コーナーから前に並びかけるも、直線で反応せず、ブービーから3秒離された最下位17着（18頭立てのレースだったが、ドゥラエレーデがスタート直後に躓き、鞍上の坂井瑠星が落馬し競走中止）で敗れた。その後、ゴールを過ぎルメールが下馬した直後によろめいて第1コーナー付近で倒れ込み、死亡した。JRAによる公式発表ではレース中に急性心不全を発症したものとされた。
スキルヴィングの死亡を受けて、管理する木村哲也調教師は「馬は一生懸命に走り、頑張ってくれました。おそらく長く苦しまずに天に旅立ったのだと思います。期待の大きな馬で、ダービーだけでなく、この先もと思っていただけにとても残念ですし、胸が苦しいですが、天国で幸せに過ごしてくれることを心から願っています」とコメントした。また、全てのレースでコンビを組んだルメールも自身のInstagram投稿で「今日、Skilfingを失ったことは残念です。素敵な馬で、みんなに惜しまれるでしょう」と投稿している。

## 競走成績
以下の内容は、JBISサーチおよびnetkeiba.comの情報に基づく。
| 競走日     | 競馬場 | 競走名       | 格  | 距離（馬場）  | 頭 数 | 枠 番 | 馬 番 | オッズ （人気） | 着順 | タイム （上り3F） | 着差 | 騎手        | 斤量 [kg] | 1着馬（2着馬）         | 馬体重 [kg] |
| ---------- | ------ | ------------ | --- | ------------- | ----- | ----- | ----- | --------------- | ---- | ----------------- | ---- | ----------- | --------- | ---------------------- | ----------- |
| 2022.10.15 | 東京   | 2歳新馬      |     | 芝2000m（良） | 11    | 7     | 9     | 004.80（2人）   | 02着 | R2:02.0（33.5）   | -0.0 | 0C.ルメール | 55        | ヒシタイカン           | 524         |
| 0000.11.19 | 東京   | 2歳未勝利    |     | 芝2000m（良） | 14    | 5     | 7     | 001.70（1人）   | 01着 | R2:00.3（33.2）   | -0.5 | 0C.ルメール | 55        | （ユイノオトコヤマ）   | 524         |
| 2023.02.05 | 東京   | ゆりかもめ賞 | 1勝 | 芝2400m（良） | 10    | 7     | 8     | 001.50（1人）   | 01着 | R2:24.8（34.0）   | -0.5 | 0C.ルメール | 56        | （サヴォーナ）         | 524         |
| 0000.04.29 | 東京   | 青葉賞       | GII | 芝2400m（良） | 15    | 6     | 11    | 001.70（1人）   | 01着 | R2:23.9（34.1）   | -0.1 | 0C.ルメール | 56        | （ハーツコンチェルト） | 524         |
| 0000.05.28 | 東京   | 東京優駿     | GI  | 芝2400m（良） | 18    | 1     | 2     | 004.50（2人）   | 17着 | R2:30.3（38.5）   | -5.1 | 0C.ルメール | 57        | タスティエーラ         | 520         |

## 血統表
| スキルヴィングの血統                       | スキルヴィングの血統                                             | スキルヴィングの血統                                             | （血統表の出典）                                                 | （血統表の出典）        |
| 父系                                       | サンデーサイレンス系（ヘイロー系）                               | サンデーサイレンス系（ヘイロー系）                               | サンデーサイレンス系（ヘイロー系）                               |                         |
| 父 キタサンブラック 2012 鹿毛 北海道日高町 | 父の父ブラックタイド 2001 黒鹿毛 北海道早来町                    | *サンデーサイレンス                                              | Halo                                                             | Halo                    |
| 父 キタサンブラック 2012 鹿毛 北海道日高町 | 父の父ブラックタイド 2001 黒鹿毛 北海道早来町                    | *サンデーサイレンス                                              | Wishing Well                                                     |                         |
| 父 キタサンブラック 2012 鹿毛 北海道日高町 | 父の父ブラックタイド 2001 黒鹿毛 北海道早来町                    | *ウインドインハーヘア                                            | Alzao                                                            | Alzao                   |
| 父 キタサンブラック 2012 鹿毛 北海道日高町 | 父の父ブラックタイド 2001 黒鹿毛 北海道早来町                    | *ウインドインハーヘア                                            | Burghclere                                                       |                         |
| 父 キタサンブラック 2012 鹿毛 北海道日高町 | 父の母シュガーハート 2005 鹿毛 北海道門別町                      | サクラバクシンオー                                               | サクラユタカオー                                                 | サクラユタカオー        |
| 父 キタサンブラック 2012 鹿毛 北海道日高町 | 父の母シュガーハート 2005 鹿毛 北海道門別町                      | サクラバクシンオー                                               | サクラハゴロモ                                                   |                         |
| 父 キタサンブラック 2012 鹿毛 北海道日高町 | 父の母シュガーハート 2005 鹿毛 北海道門別町                      | オトメゴコロ                                                     | *ジャッジアンジェルーチ                                          | *ジャッジアンジェルーチ |
| 父 キタサンブラック 2012 鹿毛 北海道日高町 | 父の母シュガーハート 2005 鹿毛 北海道門別町                      | オトメゴコロ                                                     | *テイズリー                                                      |                         |
| 母 ロスヴァイセ 2011 黒鹿毛 北海道安平町   | 母の父*シンボリクリスエス 1999 黒鹿毛 アメリカ                   | Kris S.                                                          | Roberto                                                          | Roberto                 |
| 母 ロスヴァイセ 2011 黒鹿毛 北海道安平町   | 母の父*シンボリクリスエス 1999 黒鹿毛 アメリカ                   | Kris S.                                                          | Sharp Queen                                                      |                         |
| 母 ロスヴァイセ 2011 黒鹿毛 北海道安平町   | 母の父*シンボリクリスエス 1999 黒鹿毛 アメリカ                   | Tee Kay                                                          | Gold Meridian                                                    | Gold Meridian           |
| 母 ロスヴァイセ 2011 黒鹿毛 北海道安平町   | 母の父*シンボリクリスエス 1999 黒鹿毛 アメリカ                   | Tee Kay                                                          | Tri Argo                                                         |                         |
| 母 ロスヴァイセ 2011 黒鹿毛 北海道安平町   | 母の母ヴァイスハイト 2004 青鹿毛 北海道早来町                    | アドマイヤベガ                                                   | *サンデーサイレンス                                              | *サンデーサイレンス     |
| 母 ロスヴァイセ 2011 黒鹿毛 北海道安平町   | 母の母ヴァイスハイト 2004 青鹿毛 北海道早来町                    | アドマイヤベガ                                                   | ベガ                                                             |                         |
| 母 ロスヴァイセ 2011 黒鹿毛 北海道安平町   | 母の母ヴァイスハイト 2004 青鹿毛 北海道早来町                    | *ソニンク                                                        | Machiavellian                                                    | Machiavellian           |
| 母 ロスヴァイセ 2011 黒鹿毛 北海道安平町   | 母の母ヴァイスハイト 2004 青鹿毛 北海道早来町                    | *ソニンク                                                        | Sonic Lady                                                       |                         |
| 母系(F-No.)                                | (FN:B3)                                                          | (FN:B3)                                                          | (FN:B3)                                                          |                         |
| 5代内の近親交配                            | サンデーサイレンス：3×4 Hail to Reason：5×5 Lyphard：5×5（父内） | サンデーサイレンス：3×4 Hail to Reason：5×5 Lyphard：5×5（父内） | サンデーサイレンス：3×4 Hail to Reason：5×5 Lyphard：5×5（父内） |                         |
| 出典                                       | 1.                                                               | 1.                                                               | 1.                                                               | 1.                      |

- 3代母ソニンクを祖とする牝系からは多数の活躍馬が出ており、ディアドラ、ロジユニヴァース、ソングライン、ジューヌエコール、ランフォルセ、ノーザンリバー、フリームファクシなどが近親にあたる。